# 釜山栈桥站
釜山棧橋站（：／ Busan-jangyo yeok */?）曾为韩国铁路京釜线上的一个车站，位于釜山站以南的港口位置，目前已废止。这个车站修建的目的是为了方便将朝鲜半岛的资源运回日本，以及方便与日本的铁路进行轮渡直通。

## 历史
- 1913年4月1日：开始使用[1]。
- 1945年：停用本站。